# 道布增活佛
道布增活佛，俗称北寺葛根，清朝称为托布桑喇嘛，驻锡内蒙古自治区阿拉善盟阿拉善左旗的福因寺（阿拉善北寺），是藏传佛教格鲁派的活佛系统。

## 沿革
道布增活佛的上尊为伊勒德格那玛佛陀，据《达那日布》经文记载，他受释迦牟尼委托下凡来到人间，普度众生，传法论道。此后，经释迦牟尼恩赐，转世为“阿尤西”佛，为宗喀巴七徒之一，在印度、藏区已转世6到8次，但如今只可上溯之前三世活佛，分别为玛尼巴德拉、罗布生嘎拉增、罗布生旦毕旺施格。这前三个转世均在印度、西藏、安多地区转世，阿拉善方面无详细资料可查。
罗布生旦毕旺施格是青海阿拉腾寺（一作安多地区多奘寺）寺主葛根——道布增藏。六世达赖仓央嘉措赴阿拉善途中，曾在阿拉腾寺逗留，结为师弟。仓央嘉措圆寂后，其肉身移至阿拉善的广宗寺建塔供奉时（清朝乾隆十一年，1746年），道布增藏亲自参加开光仪式，此后在广宗寺居住二十多年，乾隆三十四年（1769年）在阿拉善的广宗寺圆寂。
道布增藏圆寂后，仓央嘉措的转世温都尔葛根诺门汗确认，生于翌年的阿拉善亲王罗卜藏多尔济之第五子，为道布增藏的转世灵童。乾隆四十五年（1780年），六世班禅确认其为转世灵童无疑，并赐名为 “格里格坡力吉”（后人误写作“格里格坡力”）。阿拉善亲王罗卜藏多尔济逝世后，其弟旺沁班巴尔继承王位，将17岁的格里格坡力吉送往西藏拉萨巴来奔寺学经。六世班禅赐法名“罗布生旦毕关布”，封为“吉东莫日根堪布”。经十多年学经，他精通了藏文五经、秘宗经、天文经等经文。乾隆五十六年（1791年），七世达赖封其为“道布增夏仲堪布”（此文今藏阿拉善左旗档案局）。嘉庆二年（1797年），嘉庆帝封其为“道布增呼图克图堪布”（汉文原文待查）。他于57岁时圆寂。
清朝《钦定大清会典事例：理藩院》中，将该转世系统称作“托布桑喇嘛”，可见该转世系统在清朝并未获得呼图克图、诺门罕等职衔。
此后，该活佛系统延续至今。

## 历世道布增活佛
以下不计追认，列出阿拉善福因寺的历世道布增活佛：
| 世数   | 生年     | 坐床年份 | 卒年   | 汉文姓名                          | 蒙古文姓名 |
| ------ | -------- | -------- | ------ | --------------------------------- | ---------- |
| 第一世 | ？       | ？       | 1814年 | 道布增·罗布生旦毕关布             |            |
| 第二世 | 1816年   | 1819年   | 1881年 | 道布增·伊西旦增敖斯尔             |            |
| 第三世 | 1882年   | 1888年   | 1930年 | 道布增·罗布生图布登吉格米德扎木苏 |            |
| 第四世 | 1933年？ | 1939年？ | 在世   | 道布增·鲁布生吉格米德             |            |